# Петракова, Анна Викторовна
Анна Викторовна Петракова (родилась 4 декабря 1984 года, Будапешт, Венгрия) — российская профессиональная баскетболистка, выступавшая в чемпионате России по баскетболу. Мастер спорта России международного класса.

## Биография
Её первым тренером был А. К. Орехов, а первой профессиональной командой стала «Глория». Летом 2001 года Анна Петракова уехала в США. Там она пять лет училась в университете штата Луизианы, из них первые четыре года выступала за баскетбольную команду университета. В 2006 году вернулась в Россию и стала игроком казанского «Нура». В сезонах 2007/08 - 2008/09 была игроком «Спартака» из Московской области, дважды уходила в аренду в «Вологоду-Чевакату» и ЦСКА. После расформирования ЦСКА в 2009 году выступала за «Спартак» из Санкт-Петербурга и вновь в «Вологоде-Чевакате». Летом 2011 года заключила контракт с «Динамо» Курск. 31 мая 2012 года пополнила состав УГМК (Екатеринбург). Сезон 2014/2015 провела в «Динамо» Москва, а в межсезонье 2015-2016 вновь вернулась в УГМК.

## Личная жизнь
С 2019 года жената на американской баскетболистке Кэндис Паркер. 11 февраля 2022 года родила сына Эйрра Ларри Петраков-Паркер.

## Достижения
«Игрок года» конференции Сан Белт (США): 2004
- Победитель Евролиги: 2013.
- Бронзовый призёр Евролиги: 2014
- Обладатель Суперкубка Европы: 2013
- Бронзовый призёр чемпионата России: 2009.
- Серебряный призёр Универсиады: 2007
- Чемпион Европы (девушки до 18 лет): 2002
- Чемпион Европы (девушки до 20 лет): 2004
- Чемпион России: 2013, 2014, 2016, 2017
- Обладатель кубка России: 2013, 2014, 2017
- Обладатель Кубка Европы ФИБА : 2012